# ۱۰ ربیع‌الثانی
۱۰ ربیع‌الثانی، دهمین روز ماه ربیع‌الثانی در تقویم هجری قمری است.
در تقویم هجری قمری قراردادی این روز نود و نهمین روز سال است.

## مرگ‌ها
- ۲۰۱ ‐ وفات فاطمه معصومه، خواهر علی بن موسی الرضا[۱]